# 西班牙交通
西班牙的交通網由遍及全國的公路、鐵路、空運和海運網組成。由於其地理位置，西班牙是連接歐洲、非洲和新大陸之間的重要紐帶。西班牙的交通網以首都馬德里為中心。西班牙大多數鐵路為寬軌，但已在和鄰國法國及葡萄牙整合。馬德里和里斯本之間正在建設高速鐵路。西班牙的公路網也十分發達。西班牙有多條國際和國內航線，最大的機場是馬德里巴拉哈斯國際機場。西班牙和北非以及巴利阿里群島、加那利群島之間有多條渡輪航線。